# Matrimonio tra caste

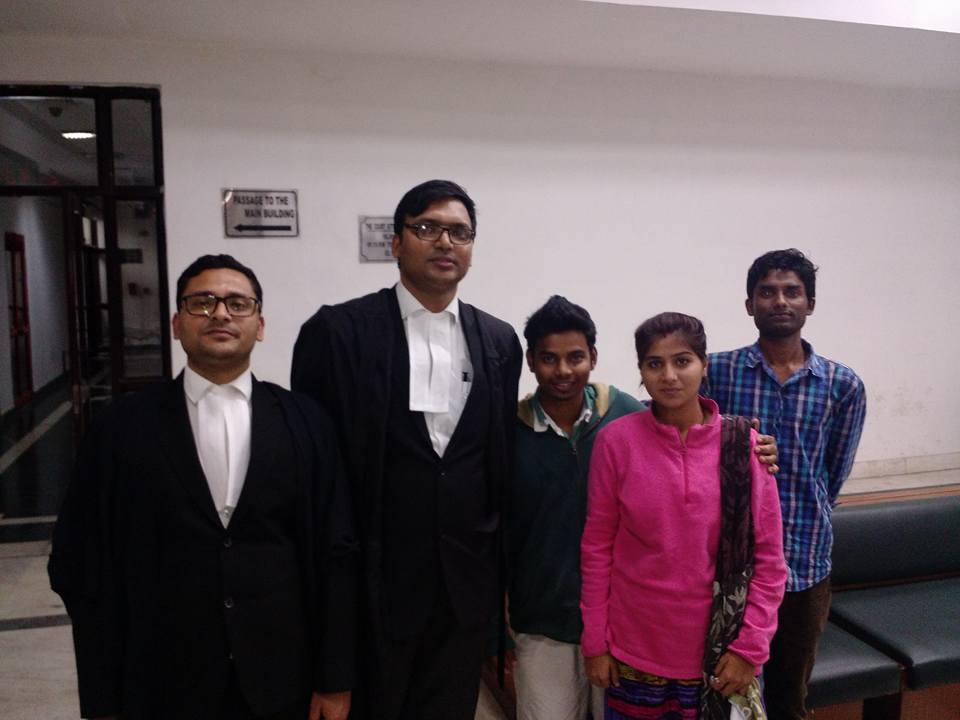
Una giovane coppia intercasta dopo l'ottenimento di un'ordinanza di protezione dall'Alta corte di Delhi.

Il matrimonio intercasta, noto anche come matrimonio tra caste, è una forma di unione nuziale esogama che coinvolge due individui appartenenti a caste diverse. I matrimoni tra caste differenti sono percepiti come socialmente inaccettabili e come dei tabù nella maggior parte dell'Asia meridionale.

## Per regione

### India
Secondo il censimento del 2011, solo il 5,8% dei matrimoni in India erano matrimoni tra caste differenti.

### Nepal
Il Nepal ha molte caste differenti e il matrimonio intercasta è generalmente considerato come un tabù. Tuttavia, questo tipo di matrimonio sta gradualmente guadagnando accettazione e rispetto da parte della società nepalese. Nel 1854, il governo del Nepal approvò il "Muluki Ain" commissionato da Jang Bahadur Rana. Questa legge vietava il matrimonio tra persone di casta inferiore con persone di casta superiore. Nel 1963, il re Mahendra modificò la legge per abolire la "cittadinanza ineguale basata sulle caste". Da allora, il matrimonio tra caste ha gradualmente guadagnato rispetto in tutto il Nepal.
Nel 2009, il governo del Nepal ha annunciato che avrebbe donato una somma di 100.000 रू rupie nepalesi (circa 1.350 euro) alle coppie che hanno avuto un matrimonio fuori casta. I beneficiari avrebbero dovuto reclamare la somma entro 30 giorni dopo il matrimonio. República, tuttavia, ha riferito che non c'è stata alcuna "assistenza governativa per le donne Dalit che sono state abbandonate dai loro mariti di casta superiore".

### Pakistan
Sebbene i "matrimoni d'amore" non organizzati dalle famiglie possano essere consentiti tra i pakistani delle classi superiori, tra le altre classi sociali i matrimoni tra caste non sono socialmente accettati. Uno studio del 2011 che ha esaminato le donne punjabi ha riferito che le donne nei matrimoni intercasta sono soggette a un rischio maggiore di violenza rispetto alle altre donne pakistane in generale. I delitti d'onore dovuti a matrimoni tra caste sono molto comuni in Pakistan.

### Diaspora dell’Asia meridionale
Si dice che nelle comunità della diaspora di persone di discendenza dell'Asia meridionale, come quelle nel Regno Unito, i matrimoni tra caste non siano prevalenti. Nel 2011 una coppia intercasta del Regno Unito ha affermato di aver subito discriminazioni dai loro capi a causa della loro relazione.

## Punto di vista religioso

### Islam
L'Islam non impedisce i matrimoni per motivi razziali, etnologici, tribali o di casta; sebbene ogni matrimonio debba ancora conformarsi alle leggi matrimoniali islamiche che impediscono il matrimonio di una donna musulmana con un uomo non musulmano e di un uomo musulmano con una donna politeista.

### Sikhismo
Guru Amar Das fu un sostenitore del matrimonio tra caste, andando contro le norme sociali della società punjabi dell'epoca.